# Kronenwetter, Wisconsin
Kronenwetter là một làng thuộc quận Marathon, tiểu bang Wisconsin, Hoa Kỳ. Năm 2006, dân số của làng này là 6927 người.